# Chiesa di Santo Stefano (Venezia, Murano)
L'oratorio di Santo Stefano è quello che resta di un antico luogo di culto cattolico dell'isola di Murano, nella laguna di Venezia, in città metropolitana e patriarcato di Venezia; fa parte del vicariato di San Marco.

## Storia
L'isola di Murano aveva anticamente solo la chiesa di Santa Maria, essendo il territorio occupato da mulini e da saline, ma diventando un centro urbano di maggiore intensità durante il primo millennio, si sentì la necessità di edificare un nuovo edificio di culto. Un oratorio intitolato a santo Stefano, risulta quindi presente sull'isola già dall'XI secolo. La collegiata doveva sottostare a quella più antica di Santa Maria. L'edificio fu poi ricostruito e ampliato nel 1374 e consacrato il 1º maggio al santo protomartire. 

La ricostruzione portò a un'importante scoperta, furono infatti ritrovati sepolti molti martiri, e vi fu posta un'epigrafe a ricordo: 
Questi resti avevano però caratteristiche infantili, e furono classificati come i bambini che ebbero il crudele martirio da parte di re Erode. Vi furono richieste di ricevere queste reliquie da parte di personaggi importanti e da alcune chiese, ma con un decreto del Senato del 24 agosto 1423, fu fatto divieto di dividere questi resti perché rimanessero conservati nel medesimo luogo. 
Nel secolo successivo furono aggiunti il portale in stile gotico, e il soffitto interno a carena, come se fosse lo scafo di una barca rovesciato. In questa chiesa avevano sede molte confraternite tra le quali quella di San Nicolò applicata all'arte di verieri.

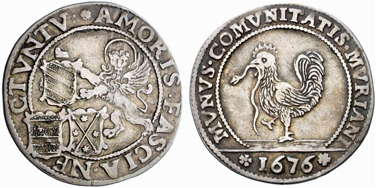
Osella muranese, 1676

Nel 1810 la chiesa fu chiusa in conseguenza delle soppressioni napoleoniche e parte della chiesa fu demolita nel 1835; rimase solo la facciata, che fu poi completamente abbattuta nel 1860, e la cappella del Santissimo Sacramento, diventata un piccolo oratorio che venne aperto al culto pubblico il 26 dicembre 1848 dal parroco mons. Giovanni Nichetti.
In questa chiesa il giorno di Santo Stefano venivano consegnate dalle autorità delle oselle (medaglie) d'oro o d'argento ai migliori maestri vetrai; tale cerimonia perdurò fino al 1796, cioè fino alla caduta della Repubblica veneta.

## Descrizione
L'edificio è posto in prossimità del Canal Grande di Murano, e vicino al campo Santo Stefano. La struttura è composta interamente a mattoni a vista e si sviluppa su tre corpi. 
La facciata a capanna si presenta come atrio ed è completa dell'ingresso principale. L'aula, di piccole dimensioni, corrisponde a quella che era l'antica cappella dedicata al Santissimo Sacramento. Questa è completa di abside poligonale illuminata da un lucernario aggettante. Un ulteriore vano a pianta quadrata è completo di soffitto a cassonetti e termina con la zona absidale completa di lucernario atta a illuminare il vano.

## Galleria d'immagini

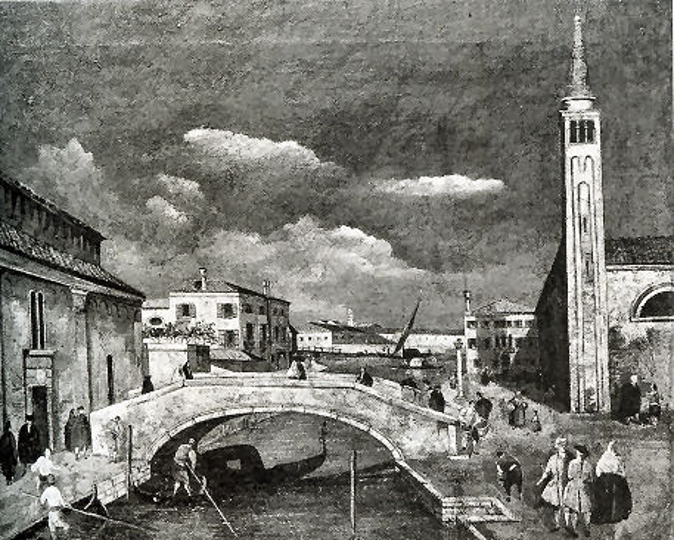
Chiesa Santo Stefano di Murano
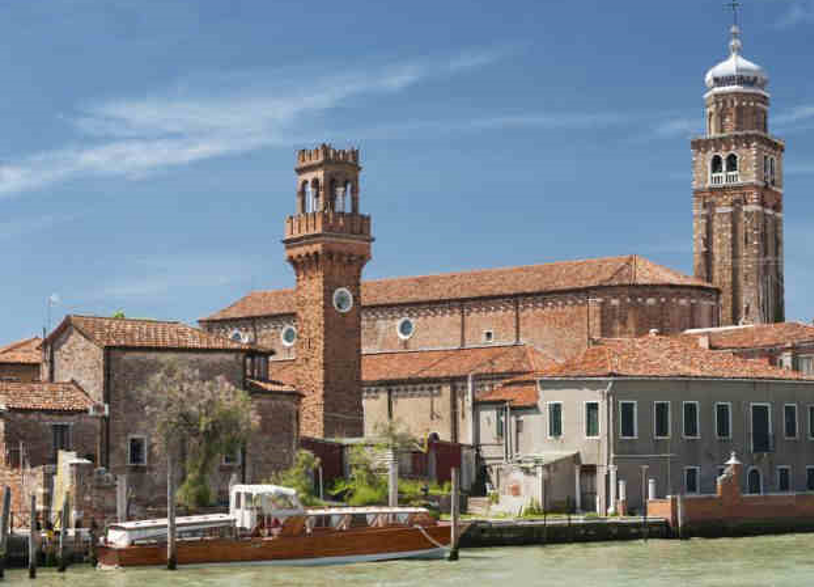
Oratorio Santo Stefano di Murano
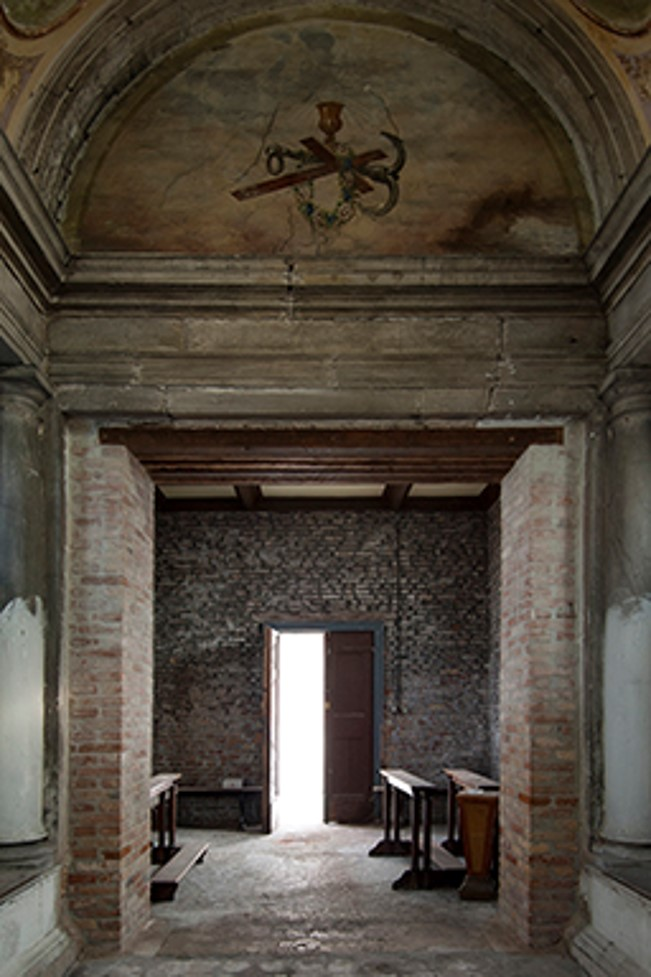
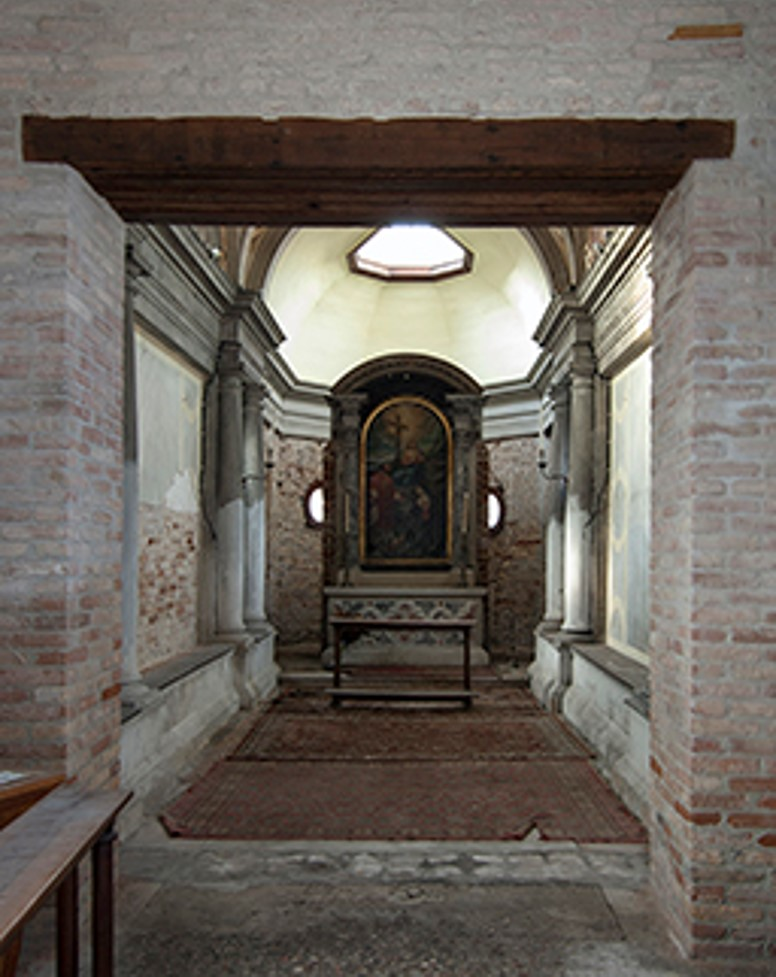
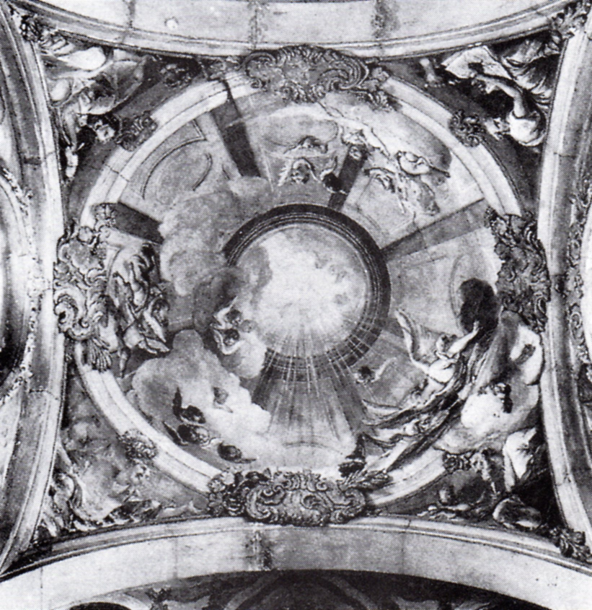
Cupola dell'oratorio Santo Stefano di Murano
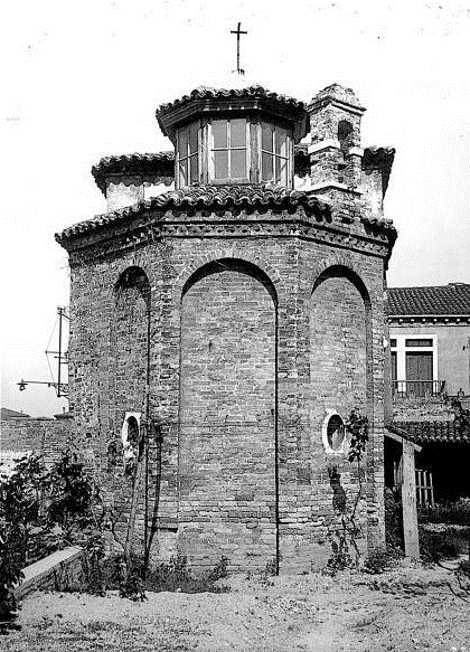
Abside dell'oratorio Santo Stefano di Murano
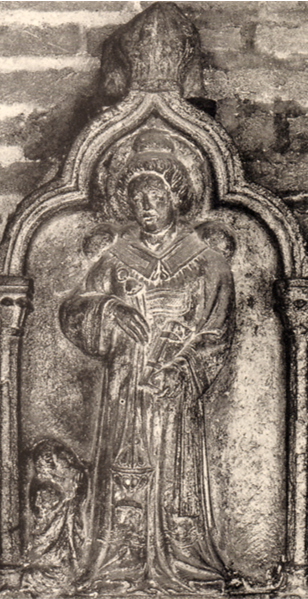
Santo Stefano, Museo Vetrario, sec. XIV